# Volumenintegral
Ein Volumenintegral oder Dreifachintegral ist in der Mathematik ein Spezialfall der mehrdimensionalen Integralrechnung, der vor allem in der Physik Anwendung findet. Es erweitert das Oberflächenintegral auf die Integration über ein beliebiges dreidimensionales Integrationsgebiet, wobei eine Funktion {\displaystyle f({\vec {r}})}  dreimal hintereinander integriert wird, jeweils über eine Koordinate eines dreidimensionalen Raumes. Dabei muss es sich jedoch nicht notwendigerweise um ein Volumen eines geometrischen Körpers handeln.
Zur vereinfachten Darstellung wird oft nur ein einziges Integralzeichen geschrieben und die Volumenintegration lediglich durch das Volumenelement {\displaystyle \mathrm {d} ^{3}r=\mathrm {d} V} angedeutet:
{\displaystyle \iiint _{V}f({\vec {r}})\mathrm {\,} \mathrm {d} ^{3}r=\displaystyle \int _{V}f({\vec {r}})\,\mathrm {d} V},
wobei die zu integrierende Funktion zumindest von drei Variablen {\displaystyle {\vec {r}}=(x,y,z)} für eine (kartesische) Beschreibung im dreidimensionalen Raum {\displaystyle \mathbb {R} ^{3}} abhängt, es sind aber auch höherdimensionale Räume möglich. Beachte, dass {\displaystyle V} hier in zwei Bedeutungen auftritt, einmal im Volumenelement {\displaystyle \mathrm {d} V} und einmal als Bezeichner für das Volumen, über das integriert wird, das Integrationsgebiet.

## Begriffe
Es handelt sich um ein skalares Volumenintegral, wenn der Integrand {\displaystyle f} skalar ist. Bei einem vektoriellen Integranden, z. B. einem Vektorfeld {\displaystyle {\vec {f}}=(u,v,w)}, ist das Volumenintegral ein Vektor aus den drei eindimensionalen Volumenintegralen der einzelnen Komponenten von {\displaystyle {\vec {f}}}.
Das Integrationsgebiet ist das dreidimensionale Integrationsvolumen {\displaystyle V}.
Das Differential im Volumenintegral, z. B. {\displaystyle \mathrm {d} V}, ist ebenso dreidimensional und kann anschaulich als infinitesimales, unendlich kleines Volumen aufgefasst werden. Anschaulich gesprochen summiert das Volumenintegral alle Funktionswerte von {\displaystyle f}, gewichtet mit dem jeweiligen Volumenelement. Man stellt sich das Volumen in {\displaystyle N} kleine Elemente {\displaystyle \Delta V_{i}} zerlegt vor, in denen die Funktion näherungsweise konstant ist, und bildet den Grenzwert (Riemannsches Integral):
{\displaystyle \int _{V}f\,\mathrm {d} V=\lim _{N\to \infty  \atop \Delta V_{i}\to 0}\sum _{i=1}^{N}f(r_{i})\,\Delta V_{i}}
In der Physik wird diese Technik häufig benutzt, zum Beispiel um die Masse eines Körpers mit ungleich verteilter Dichte zu berechnen. Setzt man {\displaystyle f=1}, ergibt sich das Volumen des Integrationsgebiets selbst.

## Parametrisierung

### Spezielle Volumenintegrale mit Koordinatentransformation

#### Kartesische und Kugelkoordinaten
Mit der Definition
{\displaystyle {\begin{pmatrix}x\\y\\z\end{pmatrix}}={\begin{pmatrix}r\sin \theta \cos \varphi \\r\sin \theta \sin \varphi \\r\cos \theta \end{pmatrix}}}.
wird das Volumenelement in Kugelkoordinaten zu
{\displaystyle \mathrm {d} V=r^{2}\sin \theta \,\mathrm {d} r\,\mathrm {d} \theta \,\mathrm {d} \varphi .}
Mit der Definition 
{\displaystyle {\tilde {f}}(r,\theta ,\varphi )=f(x,y,z)}
lautet das Volumenintegral dann 
{\displaystyle \iiint _{V_{\mathrm {Kart} }}f(x,y,z)\,\mathrm {d} x\,\mathrm {d} y\,\mathrm {d} z=\iiint _{V_{\mathrm {Kug} }}{\tilde {f}}(r,\theta ,\varphi )\cdot r^{2}\sin \theta \,\mathrm {d} r\,\mathrm {d} \theta \,\mathrm {d} \varphi .}

#### Kartesisch zu Zylinderkoordinaten
Für Zylinderkoordinaten {\displaystyle (\rho ,\varphi ,z)} gilt
{\displaystyle {\begin{pmatrix}x\\y\\z\end{pmatrix}}={\begin{pmatrix}\rho \cos \varphi \\\rho \sin \varphi \\z\end{pmatrix}}}.
Das Volumenelement in Zylinderkoordinaten wird damit
{\displaystyle \mathrm {d} V=\rho \,\mathrm {d} \rho \,\mathrm {d} \varphi \,\mathrm {d} z.}
Mit der Definition 
{\displaystyle {\tilde {f}}(\rho ,\varphi ,z)=f(x,y,z)}
wird das Volumenintegral :
{\displaystyle \iiint _{V_{Kart}}f(x,y,z)\,\mathrm {d} x\,\mathrm {d} y\,\mathrm {d} z=\iiint _{V_{\mathrm {Zyl} }}{\tilde {f}}(\rho ,\varphi ,z)\cdot \rho \,\mathrm {d} \rho \,\mathrm {d} \varphi \,\mathrm {d} z.}

## Anwendung
Volumenintegrale finden bei vielen physikalischen Problemen Anwendung. So lassen sich aus allen Dichten bei einer Volumenintegration die jeweils zugrundeliegenden Größen berechnen, beispielsweise die elektrische Ladung aus der Ladungsdichte oder die Masse aus der (Massen-)Dichte. Auch der gaußsche Integralsatz, der insbesondere in der Elektrodynamik wichtig ist, basiert auf einem Volumenintegral. Die Wahrscheinlichkeitsdichte des Geschwindigkeitsbetrags bei der Maxwell-Boltzmann-Verteilung ergibt sich durch Volumenintegration über die Verteilung der einzelnen Richtungen des Geschwindigkeitsvektors – dies ist ein Beispiel für ein Volumenintegral über ein nicht-geometrisches Volumen.
Verwendet man als Integrand die Funktion, die auf dem Integrationvolumen konstant gleich 1 ist, so erhält man eine Formel für das Volumenmaß
{\displaystyle \mathrm {vol} (V)=\iiint _{V}\mathrm {d} V}.

## Beispiele
Beispiele für den Umgang mit Volumenintegralen finden sich hier:
- Berechnung des Volumens einer Kugel
- Berechnung des Trägheitmoments einer homogenen Vollkugel
- Herleitung der Geschwindigkeitsverteilung der Maxwell-Boltzmann-Verteilung

## Weiterführendes
- I. N. Bronstein, K. A. Semendjajew: Taschenbuch der Mathematik. 6. Auflage. Verlag Harri Deutsch, Frankfurt am Main 2006, ISBN 978-3-8171-2006-2.